# Çingiz Abdullayev
Chingiz Abdullayev (Çingiz Akif oğlu Abdullayev en azerí, Bakú, 7 de abril de 1959) es un escritor de Azerbaiyán. Se doctoró en derecho en la universidad estatal de este país en 1991. Empezó a trabajar en el Ministerio de Defensa Soviético en 1981. Lo hirieron dos veces durante este período y lo condecoraron con diversas distinciones y medallas. 
Escribió su primera novela en 1985, pero solo se publicó en 1988, cuando la censura fue menos estricta. Ha escrito más de ochenta y seis novelas y cuentos que han sido traducidos a dieciséis lenguas y publicados en veintitrés países como la ex Unión Soviética, Francia, Israel, Suecia, Noruega, Turquía, Bulgaria, y Estados Unidos. Se le conoce sobre todo por sus historias de detectives inspiradas en sus experiencias personales. 